# 基爾馬諾克和勞登 (英國國會選區)
基爾馬諾克和勞登（英語：Kilmarnock and Loudoun），英國國會一郡選區，位於蘇格蘭，包括東艾爾郡北部。選區創設於1918年，原名基爾馬諾克，1983年易名。2005年擴大。
本選恢復以來當區議員皆為工黨人士。2010年大選中具工黨和合作黨黨籍的凱西·詹姆森以52.5%選票首次當選。